# Untitled Goose Game
Untitled Goose Game (littéralement « jeu d'oie sans titre ») est un jeu vidéo australien développé par House House et publié par Panic. Le joueur y contrôle une oie et doit réaliser des tâches visant principalement à importuner des personnages humains.
L'idée du jeu Untitled Goose Game provient d'une photo d'oie provenant d'une banque d'images, et utilisée par les employés de House House dans leurs communications internes. Inspiré par Super Mario 64 et la série des Hitman, House House a combiné les mécaniques du jeu d'infiltration avec une absence de violence pour créer des scénarios humoristiques. Le nom inhabituel du jeu a été décidé à la dernière minute en préparant sa présentation à un festival de jeux vidéo. La musique, composée par Dan Golding, reprend des extraits de six des Préludes de Claude Debussy. Elle est décrite comme une « musique réactive » car elle se joue uniquement après certaines actions du joueur. Le jeu est sorti le 20 septembre 2019 sur PC et Mac, en exclusivité sur l'Epic Games Store, et sur Nintendo Switch,. Le 17 décembre 2019, le jeu sort aussi sur PlayStation 4 et sur Xbox One,.
Untitled Goose Game a reçu des critiques positives notamment sur son gameplay et son humour. Le jeu a été promu jeu de l'année 2019. Il a gagné le DICE Awards du meilleur jeu de 2019 ainsi que le GDCA Game of the Year de 2019. Dan Golding a remporté un ARIA Music Awards pour la musique du jeu. À la fin de l'année 2019, le jeu s'est vendu à plus d'un million d'exemplaires.

## Système de jeu
Dans un village anglais paisible, le joueur incarne une oie farceuse. Il lui est possible de se déplacer (marcher ou courir), de cacarder, de se baisser, d'attraper des objets et de déployer ses ailes. Le jeu est composé de cinq zones dans lesquelles le joueur doit réaliser une liste de tâches dont la plupart consistent à ennuyer les personnages non joueurs humains, par exemple en volant des objets ou en forçant les personnages humains à faire certaines actions,. Quand suffisamment d'objectifs ont été réalisés, le joueur peut passer à la zone suivante.
Après avoir terminé les quatre premières zones, l'oie entre dans une maquette du village. Elle doit y voler une cloche dorée, puis retraverser les quatre zones précédentes alors que les humains tentent de l'arrêter. À la fin, elle dépose la cloche dans une cachette avec d'autres cloches identiques.
Il existe plusieurs objectifs cachés optionnels, comme traverser plusieurs zones, ou en terminer une avant un certain temps,. En réalisant tous ces objectifs cachés, le joueur gagne une couronne que l'oie peut porter. Un mode multijoueur coopératif, ajouté dans une mise à jour, permet à un deuxième joueur de contrôler une autre oie, les deux oies devant accomplir les objectifs ensemble.

## Développement

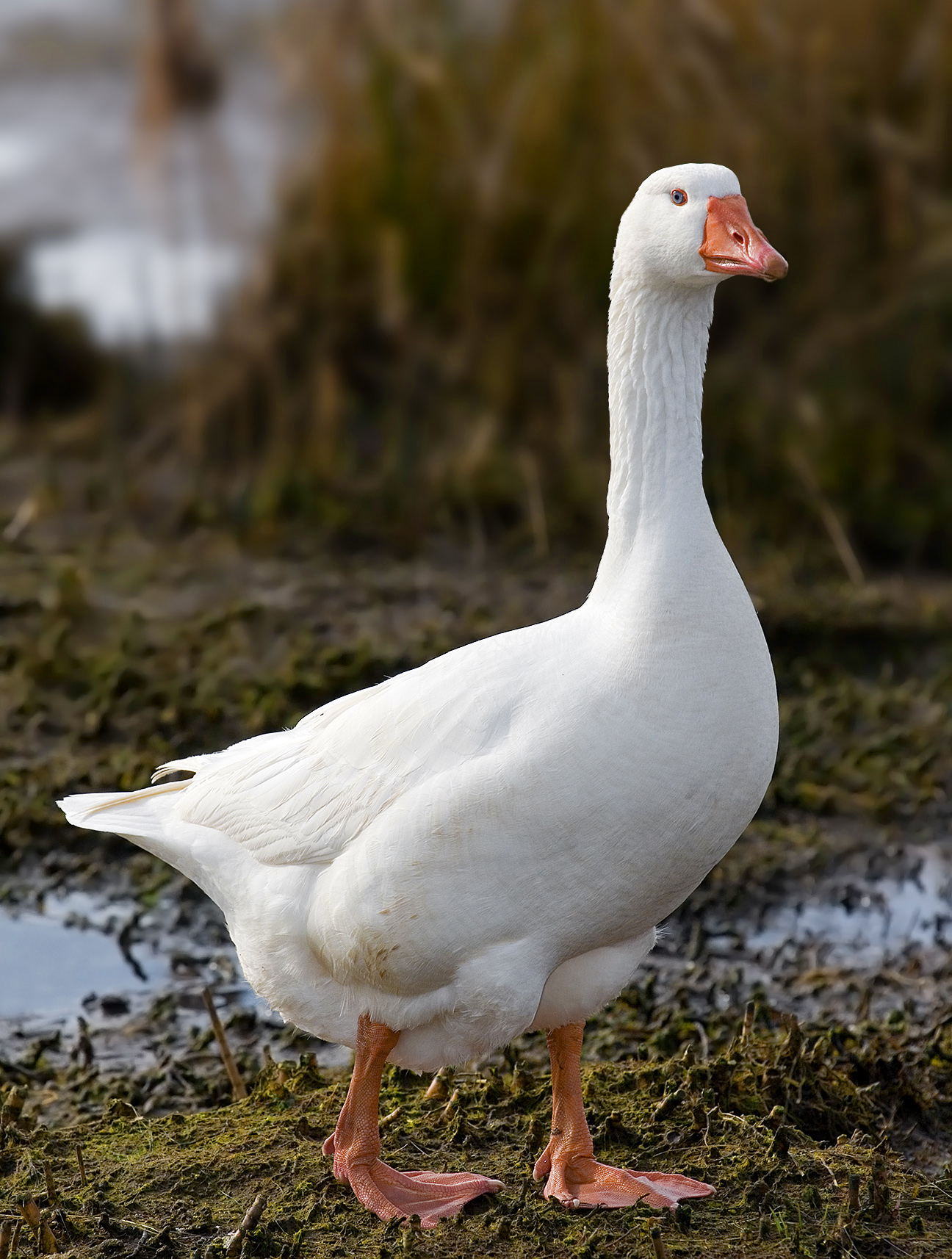
L'idée du jeu et de son personnage principal a été inspirée par une photo d'oie.

Untitled Goose Game a été créé par le studio indépendant House House basé à Melbourne en Australie. L'idée du jeu est venue d'une photo d'oie issue d'une banque d'images et postée par un employé dans les communications internes du studio. L'équipe s'est ensuite dit qu'un jeu dont le protagoniste serait une oie avait un bon potentiel. House House a cité Super Mario 64 comme inspiration initiale pour les mouvements, pour obtenir un personnage se déplaçant librement dans un environnement en 3D. Leur jeu précédent, Push Me Pull You, était en 2D avec des couleurs en aplat. Untitled Goose Game utilise une esthétique similaire avec des modèles low poly, des couleurs en aplat et des modèles 3D sans textures.
Le personnage contrôlé par le joueur, une oie, est inspiré de la photographie initiale, et l'idée était que les personnages non-joueurs devaient y réagir. Les développeurs ont inventé un système où les personnages non-joueurs font du rangement quand un objet est déplacé. Après avoir réduit le champ de vision de ces personnages, le gameplay est devenu celui d'un jeu d'infiltration, mais au lieu de rester cachée, l'oie a pour but d'attirer l'attention des autres personnages mais sans se faire attraper,. House House a créé un système de missions avec des cibles précises, similaires à ce qui existe dans les jeux Hitman. Selon Jake Strasser de House House, « Il y a un décor et une punchline. En éliminant la violence du jeu, nous faisons des situations une blague ». L'équipe a choisi comme décor un village anglais, sa « propreté » étant perçue comme « l'antithèse de tout ce que représente l'oie » selon le développeur Nico Disseldorp. Un autre développeur, Michael McMaster, affirme que « les émissions pour enfants britanniques comme Pierre Martin le facteur, Sam le pompier, Brum, etc, ont fortement influencé le jeu. C'est probablement de là que vient cette impression d'être dans un livre pour enfants ».
Quand le jeu a été accepté pour être présenté à la Fantastic Fest au Texas, les développeurs n'avaient pas encore nommé le jeu, et faute d'autres idées, ils ont utilisé le titre provisoire de la vidéo créée par le distributeur pour la soumission : Untitled Goose Game (jeu d'oie sans titre). Le titre a été repris par les fans quand les développeurs ont commencé la promotion sur les réseaux sociaux. Le seul titre alternatif auquel les développeurs avaient pensé étaient Some Like It Honk, mais sans jamais l'envisager sérieusement.
Untitled Goose Game a été publié par Panic le 20 septembre 2019 sur macOS, Windows et Nintendo Switch. Le jeu est le deuxième projet de House House, et comme le premier, il a reçu le soutien de l'organisation gouvernementale Film Victoria qui, selon le développeur Stuart Gillespie-Cook, a aidé le studio à « nous rendre rentable et faire de nous un vrai studio ».

### Musique
Une bande-annonce est sortie avec une musique composée par Dan Golding utilisant des passages de six des Préludes de Claude Debussy. Les commentaires de cette bande-annonce ont apprécié l'apparent système de « musique réactive », où la musique s'arrêtait et redémarrait selon l'action du jeu, mais House House a ensuite précisé que les interruptions de musique font en réalité partie de la composition de Debussy. Après les bonnes critiques de la musique, House House a inclus les Préludes de Debussy dans la bande originale du jeu et a réellement ajouté un système de « musique réactive »,. Pour cela, Dan Golding a créé deux versions de chaque prélude, l'une jouée conformément à la partition, et l'autre plus lentement et plus doucement, et les a découpées en 196 à 425 sections de quelques secondes chacune, catégorisées selon leur intensité. Le jeu choisit une section à jouer après la réalisation de certaines actions,. Dan Golding a aussi dit s'inspirer de musiques d'accompagnement de films muets comme L'Arroseur arrosé ou des musiques de nickelodéon.
Une bande originale du jeu a été publiée par Decca Records le 27 mars 2020, contenant les versions normales et lentes de chaque piste, ainsi que deux pistes originales : Waltz for House House, la musique du menu de la version PlayStation 4, et Untitled Goose Radio, l'ensemble de la musique qui passe à la radio dans le jeu. La bande originale a aussi été publiée sur disque vinyle par iam8bit. Le disque est doté de plusieurs sillons pour reproduire le caractère aléatoire des musiques du jeu.

## Sortie
Une première bande-annonce du jeu est sortie en octobre 2017,. La vidéo est devenue virale sur les réseaux sociaux, ce qui a permis à l'équipe de s'assurer qu'elle tenait un bon concept à développer.
Après la sortie de la première bande-annonce, Untitled Goose Game a été présenté à la Game Developers Conference à la Penny Arcade Expo Australia et à la PAX West (Prime) en 2018,,. À l'E3 2019, le jeu a été annoncé sur PC sur l'Epic Games Store. Selon un développeur de House House, l'offre d'exclusivité d'Epic a permis aux développeurs assez de stabilité pour passer du mi-temps au plein temps. En octobre 2019, House House a annoncé qu'ils envisageaient de porter le jeu sur d'autres plate-formes, dont les appareils mobiles,. Les versions PlayStation 4 et Xbox One sont sorties le 17 décembre 2019,. La version Xbox One fait partie du Xbox Game Pass. Les versions physiques des jeux PlayStation 4 et Nintendo Switch ont été publiées par iam8bit le 29 septembre 2020, le même jour que la bande originale sur disque vinyle,,.
Le 23 septembre 2020, une mise à jour gratuite ajoute un mode coopératif à deux joueurs. Cette mise à jour accompagne la sortie du jeu sur Steam et itch.io,,. Le 6 mars 2023, le cofondateur de Panic, Cabel Sasser, annonce que le jeu a été soumis à l'App Store d'Apple, mais a été rejeté car le vérificateur « pensait qu'on ne pouvait pas passer les crédits », et qu'après avoir expliqué qu'ils pouvaient être passés en appuyant sur la barre d'espace, « il a été rejeté pour autre chose, et à ce moment nous avons simplement abandonné »,.

## Accueil

### Critiques
Untitled Goose Game a reçu des notes « généralement favorables » selon l'agrégateur Metacritic,,,. IGN a donné au jeu la note de 8/10 et applaudit son humour : « Untitled Goose Game est une aventure courte mais excessivement charmante qui m'a fait rire, sourire, et cacarder avec enthousiasme tout du long ». Game Informer a aussi apprécié l'humour et la créativité du jeu, mais l'a trouvé répétitif et trop court. Destructoid a comparé le jeu à Shaun le mouton en disant « Il y a peu de dialogues, des tas de gags, et des humains qui n'arrêtent pas de se faire ridiculiser par des oiseaux ». Kotaku a aussi fait une critique positive, appréciant le gameplay et la manière dont les joueurs trouvent « un plaisir insidieux à provoquer des réactions de plus en plus énervées de la part des habitants du village ». The Atlantic a publié un article intitulé Video Games Are Better Without Gameplay (« Les jeux vidéo sont meilleurs sans gameplay ») où Untitled Goose Game est utilisé comme exemple. L'auteur note que la notion de tâches dans le jeu relève plus des « choses à faire » que de la curiosité : « L'oie ne sème pas vraiment la zizanie, après tout. L'oie fait seulement ses courses ».
La musique a aussi fait l'objet de bonnes critiques. Selon GameSpot, la bande-son « est vraiment ce qui fait le charme de l'oie » et donne au jeu une « ambiance de farce [...] qui rappelle les films de Buster Keaton ». Pour The Guardian, l'association des musiques rapides et de l'action comique rappelle les dessins animés des Looney Tunes. Selon IGN, la musique donne aux poursuites « un côté ridicule à la Benny Hill ». Untitled Goose Game a attiré les mêmes réactions que Goat Simulator, les deux étant des jeux chaotiques avec un protagoniste animal. Après la sortie, des vidéos et des captures d'écrans ont été partagées sur les réseaux sociaux et le jeu est devenu un mème sur Internet,,.
En juin 2022, House House a présenté Untitled Goose Game Live, avec la participation de l'Australian Centre for the Moving Image et de l'Orchestra Victoria. Des séquences du jeu ont été projetées sur écran et accompagnées d'interprétations de la bande-son de Golding par l'Orchestra Victoria. En février 2023, le gouvernement australien a utilisé ce spectacle comme étude de cas dans leur plan Revive destiné à « renouveler les arts, le divertissement et le secteur culturel d'Australie ». Selon le rapport, Untitled Goose Game Live « a rassemblé de multiples formes d'art, de genres et de nouveaux publics ». Par la suite, le gouvernement australien a mis en place le Digital Games Tax Offset, un avantage fiscal destiné à soutenir la croissance des grands studios de développement et augmenter l'investissement dans les studios indépendants,.

### Ventes
Le jeu se vend à plus de 100 000 exemplaires dans les deux semaines suivant sa sortie sur Nintendo Switch. Il connaît un succès important, en tête des ventes sur Nintendo Switch aux États-Unis et au Royaume-Uni, et arrive même à dépasser le jeu vedette de Nintendo sorti le même jour, The Legend of Zelda: Link's Awakening. Il se vend à un million d'unités après les trois premiers mois de sa commercialisation, toutes consoles confondues.
Dans le cadre de la campagne nationale Pay the Rent pour fournir des réparations aux aborigènes d'Australie dont le territoire a été confisqué par la colonisation britannique, House House a déclaré reverser 1 % de ses revenus aux groupes autochtones, leur studio occupant « des terres volées aux Wurundjeri ». Les crédits de fin du jeu contiennent le texte : « Ce jeu a été fait sur les terres du peuple Wurundjeri de la nation Kulin. Nous témoignons notre respect à leurs Anciens, du passé comme du présent. La souveraineté n'a jamais été cédée ».

### Récompenses
| Année | Récompense                        | Catégorie                                              | Résultat   | Ref.   |
| ----- | --------------------------------- | ------------------------------------------------------ | ---------- | ------ |
| 2019  | Golden Joystick Awards            | Breakthrough Award                                     | Lauréat    | [ 69 ] |
| 2019  | Golden Joystick Awards            | Ultimate Game of the Year                              | Nomination | [ 69 ] |
| 2019  | The Game Awards 2019              | Best Independent Game                                  | Nomination | [ 70 ] |
| 2019  | The Game Awards 2019              | Fresh Indie Game                                       | Nomination | [ 70 ] |
| 2020  | DICE Awards                       | Game of the Year                                       | Lauréat    | ,      |
| 2020  | DICE Awards                       | Outstanding Achievement for an Independent Game        | Lauréat    | ,      |
| 2020  | DICE Awards                       | Outstanding Achievement in Game Direction              | Nomination | ,      |
| 2020  | DICE Awards                       | Outstanding Achievement in Character (The Goose)       | Lauréat    | ,      |
| 2020  | Independent Games Festival Awards | Seumas McNally Grand Prize                             | Lauréat    |        |
| 2020  | Independent Games Festival Awards | Excellence in Audio                                    | Nomination |        |
| 2020  | Game Developers Choice Awards     | Game of the Year                                       | Lauréat    | ,      |
| 2020  | Game Developers Choice Awards     | Best Audio                                             | Nomination | ,      |
| 2020  | Game Developers Choice Awards     | Best Design                                            | Nomination | ,      |
| 2020  | Game Developers Choice Awards     | Innovation Award                                       | Nomination | ,      |
| 2020  | British Academy Games Awards      | Best Game                                              | Nomination | ,      |
| 2020  | British Academy Games Awards      | Audio Achievement                                      | Nomination | ,      |
| 2020  | British Academy Games Awards      | Family                                                 | Lauréat    | ,      |
| 2020  | British Academy Games Awards      | Original Property                                      | Nomination | ,      |
| 2020  | ARIA Music Awards                 | Best Original Soundtrack or Musical Theatre Cast Album | Nomination | [ 77 ] |